# ميلوفان ميروشيفيتش
ميلوفان بيتار ميروشيفيتش ألبورنوز ((بالإنجليزية: Milovan Petar Mirošević Albornoz)‏؛ مواليد 20 يونيو 1980 في سانتياغو) لاعب كرة قدم تشيلي دولي من أصل صربي يجيد اللعب في خط الوسط. يلعب حاليا لصالح نادي العين الإماراتي من سنة 2011.
بدأ مسيرته بكرة القدم في يونيفرسيداد كاتوليكا، واحدة من 3 فرق كبيرة في تشيلي. وكان نجم الفريق الذي فاز في البطولة الأرجنتينية في عام 2002 تحت قيادة مدربها جوفينال اولموس، الذين ذهب إلى إدارة المنتخب الوطني في تشيلي. بعد موسم 2002 انتقل ميلوفان إلى راسينغ كلوب في الأرجنتين وكان لديه بعض المواسم الجيدة جدا ومتسقة، وكذلك تلك التي تتعارض الأخرى. وقد تم نقله إلى نادي بيتار القدس لموسم 2006/2007.
يتميز أسلوبه كرة القدم بالسرعة الكبيرة، ورؤية رائعة للملعب، ويجيد تنفيذ الركلات الحرة. وقد خدمة كبيرة لنادي يونيفرسيداد كاتوليكا خلال مسيرته الكروية معه. ومن المعروف أن ميلوفان كونه شخصا ذكياً مع المواهب الأكاديمية والفائدة كبيره منه.
انتقل اللاعب في سنة 2011 لنادي العين الإماراتي أحد أشهر الأندية بالخليج وأقوى الأندية بدولة الإمارات من حيث البطولات المسجلة للفريق.
ويشارك نادي العين الإماراتي في بطولة آسيا المقبلة والتي سبق وأن حصل عليها في سنة 2003 وكان بطل أول نسخة بشكلها الجديد ولكن يمر الفريق حالياً بحالة عدم الاستقرار مما دفع مسؤولين النادي لجلب عدة لاعبين لتدعيم الفريق محلياً وقارياً.

## مسيرته الكروية
لعب ميلوفان ميروشيفيتش خلال مسيرته الاحترافية مع 6 أندية في ثلاثة وعشرون موسمًا وسجل خلالها 104 هدف ضمن 446 مباراة. حيث فاز في موسمين بالكأس وفي ستة مواسم بالدوري.
خاض ميلوفان ميروشيفيتش مسيرته مع نادي أونيفرسيداد كاتوليكا في عامي 1997-1999 في المرة الأولى ولمدة موسمين ثم في موسم 2008 ليلعب معه سبعة مواسم ثم في موسم 2013 واستمر معه طيلة ثلاثة مواسم ثم في موسم 2016–17 لمدة موسم واحد، مشاركًا طوالها في 238 مباراة سجل خلالها 71 هدفًا. ثم انتقل إلى نادي راسينغ في موسم 2002–03 ليلعب معه أربعة مواسم، حيث شارك في 91 مباراة سجل خلالها 11 هدفًا. لينتقل بعدها إلى نادي بيتار القدس في موسم 2006–07 ولمدة موسمين، مشاركًا في 41 مباراة سجل خلالها 5 أهداف. ثم انتقل إلى نادي أرجنتينوس جونيورز في موسم 2007–08 لمدة موسم واحد، مشاركًا في 7 مباريات سجل خلالها هدفًا واحدًا. هذا وانتقل لاحقًا إلى نادي كولومبوس كرو ما بين عامي 2012 و2013 لمدة موسم واحد، مشاركًا في 26 مباراة سجل خلالها 4 أهداف. ثم انتقل بعدها إلى نادي يونيون إسبانيولا في موسم 2014–15 ولمدة موسمين، مشاركًا في 43 مباراة سجل خلالها 12 هدفًا.

## روابط خارجية
- ميلوفان ميروشيفيتش على موقع الاتحاد الدولي (مؤرشف)  (الإنجليزية)
- ميلوفان ميروشيفيتش على موقع الدوري الأمريكي (الإنجليزية)
- ميلوفان ميروشيفيتش على موقع إي إس بي إن إف سي (الإنجليزية)
- ميلوفان ميروشيفيتش على موقع قاعدة بيانات كرة القدم.إي يو (الإنجليزية)
- ميلوفان ميروشيفيتش على موقع ناشيونال فوتبول تيمز (الإنجليزية)
- ميلوفان ميروشيفيتش على موقع Soccerway.com (الإنجليزية)
- ميلوفان ميروشيفيتش على موقع أوليمبيديا (الإنجليزية)
- ميلوفان ميروشيفيتش على موقع AS.com (الإسبانية)